# N-nucleótido
Os N-nucleótidos, nucleótidos N ou nucleótidos não incluídos na cadeia molde (nucleótidos não moldeados) são nucleótidos no ADN dos linfócitos que não fazem parte da sequência original do ADN, mas são introduzidos enzimaticamente durante o desenvolvimento dos linfócitos para criar diversidade nas junções dos segmentos do gene V(D)J dos genes das imunoglobulinas e do receptor TCR. A perda ou adição de nucleótidos nas junções geradas pela recombinação V(D)J aumenta significativamente o repertório antigénio-receptor, pelo que a adição destes nucleótidos contribui para aumentar a sua diversidade.
A adição destes nucleótidos envolve uma enzima denominada desoxinucleotidil transferase terminal (TdT), que é uma DNA polimerase especial, cuja única missão conhecida é esta. O TdT é expresso apenas durante o breve período de montagem da cadeia pesada da imunoglobulina na célula B.  Neste processo parece que é necessária a intervenção do factor Ku80, embora não se conheça em detalhe como actuam os TdTs.